# Szkice Archiwalno-Historyczne
Szkice Archiwalno-Historyczne – polskie naukowe czasopismo historyczne wydawane przez Archiwum Państwowe w Katowicach.
Wydawane od 1998, jako rocznik ukazuje się regularnie od 2007. Inicjatorem stworzenia pisma oraz redaktorem dwóch pierwszych tomów był Edward Długajczyk. Od 2007 redaktorem naczelnym jest Piotr Greiner. Od 2011 pismo figuruje na liście czasopism punktowanych przez Ministerstwo Nauki i Szkolnictwa Wyższego.